# Культурно-громадський центр ШELTER+
Культурно-громадський центр «ШELTER+» (офіційно Благодійний фонд Шелтер Плюс, раніше Молодіжно-підлітковий центр, від англ. shelter — схованка) — некомерційна ініціатива мешканців Кривого Рогу, волонтерська організація, заснована у 2002 році.

## Історія
Команда центру формувалася з 1996 року, і починалася у літніх таборах «Злачні пажиті». 2001-го року було зареєстровано однойменний благодійний фонд. З 2002 року у міській школі № 46 почав працювати підлітковий центр ШELTER. Юлій та Роман Морозови, а також їх сестра Олеся були одними з засновників цього місця. Згодом він обзавівся власним офісом з концертною залою та кімнатами для тренінгів.
У 2004 році центр отримав нідерландський грант, згодом також переміг у конкурсі Канадського фонду співробітництва та ін. У 2005 році ШELTER+ почав утверджуватися як міський концертний майданчик. У 2006 році були започатковані щотижневі тренінгові групи, центр сфокусувався на різних вікових групах. Було здійснено перший піший похід у Крим. Підрозділом центру став ХФК «Пенуел», який згодом став чемпіоном Кривого Рогу. Було відкрито футбольний майданчик.
Протягом наступних років до дитячих проєктів було залучено в середньому 30 волонтерів та 150 дітей щосуботи. До різноманітних проєктів були залучені волонтери з Канади та Корпусу миру. У 2007 році були започатковані Фотоквести; масштабний 5-денний Соціальний Похід через все місто був зареєстрований «Книгою рекордів України», тімбілдінги для волонтерів (пізніше — виїзні), турніри з міні-футболу для вихованців інтернатів та дитячих будинків.
У 2008 році почала працювати власна студія звукозапису центру. Першим альбомом став «Намалюй мене» гурту «Аніма». Було проведено змагання для молодих музичних гуртів.
ШELTER+ почав співпрацювати з фестивалем документального кіно про права людини Docudays UA, Wiz-Art та «Відкрита ніч».
Проєкт «Майстерня сучасних можливостей» навчає підлітків журналістиці, мистецтву та основам бізнесу. Представники центру активно беруть участь у наукових конференціях, зокрема TEDxKyiv, Платформа. Свідомо, Greencubator.
У 2011 році було проведено концерти гуртів DAGADANA (Польща) та DVA (Чехія). Пізніше у місті виступали гурти з Росії, Італії, Швейцарії та Словаччини. Виставка «Цяця в кожні руки» переросла у однойменний магазин. Іншим магазином став «Благодійний магазин добра» (2014). Відкрилася «іШУТ» — Інтернаціональна школа вуличного театру.

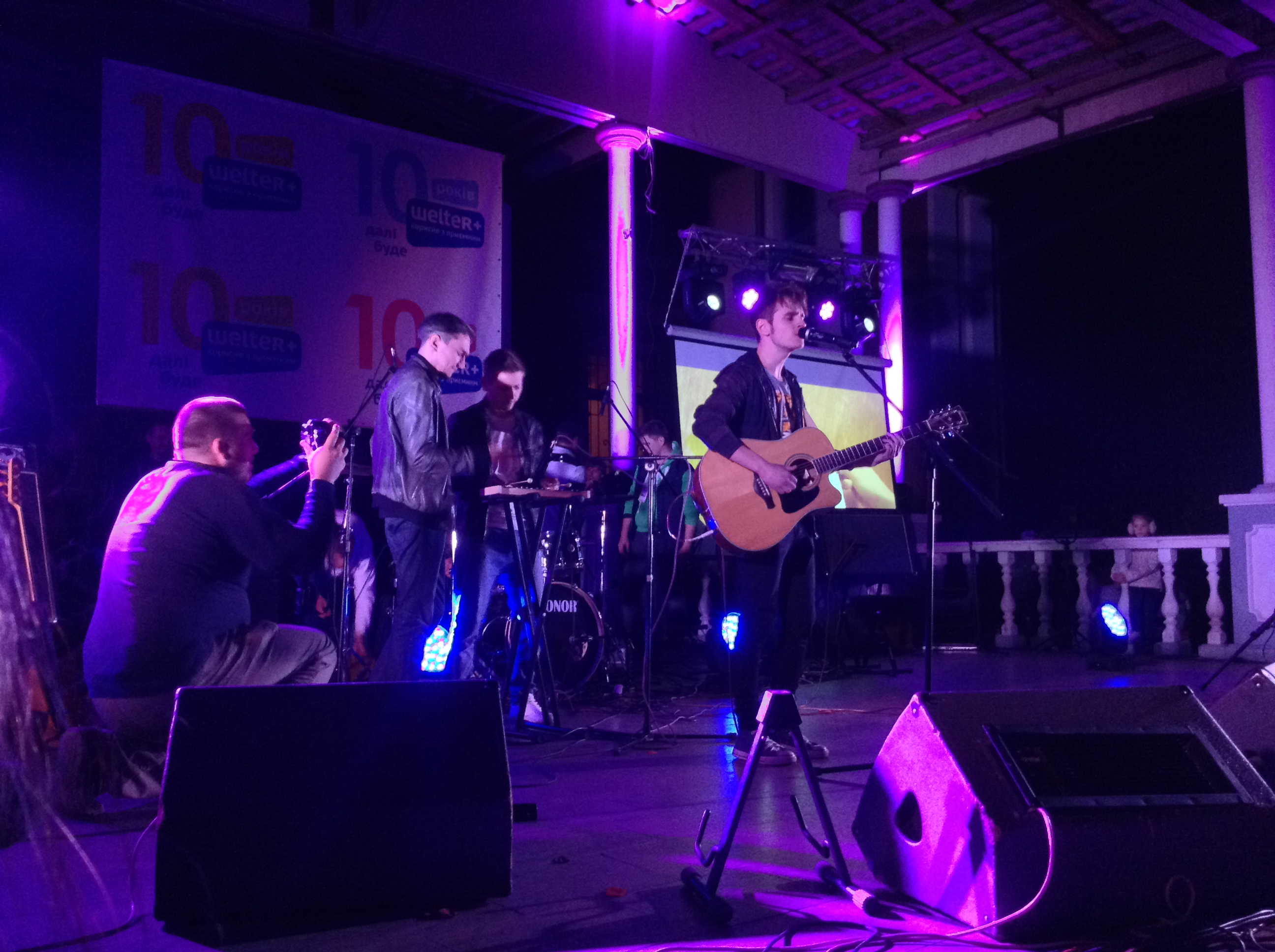
Виступ Brunettes Shoot Blondes на десятиріччі центру

У 2014 році на вулицях міста щотижня проводилися концерти, були проведені Різдвяні вертепи. На честь десятиліття центру було проведено концерт за участю гуртів «Теярем» (Дніпропетровськ), «Шепіт Нагваля» (Кривий Ріг), «Гапочка» (Київ), «Brunettes Shoot Blondes» (Київ-Кривий Ріг).
Активістами центру було ініційоване загальноміське Об'єднання Відповідальних Громадян.

## Проєкти

### Постійні
- Дитячий клуб розвитку і розваг «Схованка»
- Волонтерська платформа «Компас»[7]
- Християнський футбольний клуб «Пенуел»[8]
- «Пакет добра»[7]
- Благодійна веломайстерня «Ровер»[9]

### Завершені
- Дитячий ШELTER+
- T-ШELTER
- Майстерня Сучасних Можливостей
- Благодійний «Магазин Добра»[10]
- Турнір Дворових Команд[8]
- Різдвяний Вертеп
- Музика без кордонів[11]
- Дружба без обмежень
- Криворізький Фотоквест
- Инклюзивный театральный проект"Краще разом"